# گیمچون
شهر گیمچون (به کره‌ای: 김천시)، با جمعیت  ۱۳۵٫۹۲۳  نفر در استان گیونگ‌سانگ شمالی در کشور کره جنوبی واقع شده‌است.